# 廣江勝志
廣江 勝志（ひろえ かつし、1960年8月6日 - ）は、日本の実業家。技術者。
川崎設備工業代表取締役社長。

## 人物・経歴
岐阜県出身。趣味は旅行、ゴルフ。
1984年  近畿大学理工学部卒業、川崎設備工業入社。2010年  同社執行役員大阪支店長。2012年  同社常務取締役営業本部長。2014年  同社専務取締役営業本部長。2016年  同社代表取締役社長に就任。